# Bârsa, Arad
Bârsa este satul de reședință al comunei cu același nume din județul Arad, Crișana, România.

## Așezare
Localitatea este situată în Depresiunea Sebiș, pe stânga Canalului Morilor, la o distanță de 77 km față de municipiul Arad. 

## Istoric
Prima atestare documentară a localității Bârsa datează din anul 1489. 

## Economia
Deși economia  este una predominant agrară, în ultima perioadă sectorul economic secundar și terțiar au avut
evoluții ascendente. Alaturi de agricultură, industria materialelor de construcții este bine reprezentată.

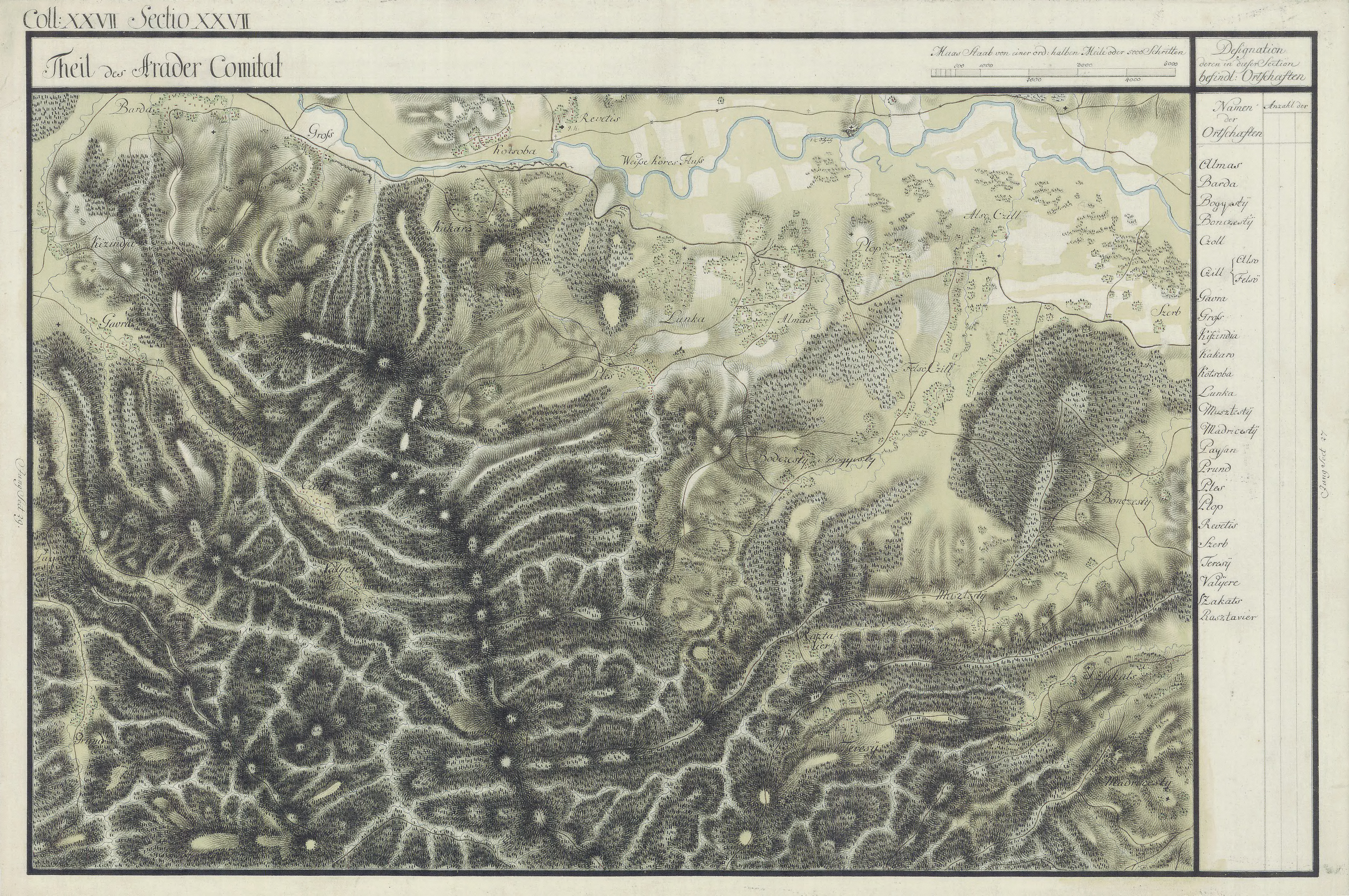
Bârsa în Harta Iosefină a Comitatului Arad

## Turism
Potențialul turistic este unul de excepție cuprinzând atât elemente ale fondului turistic natural dar
și ale celui antropic. Localitatea este cunoscută atât în țară cât și în străinătate pentru produsele ceramice realizate de meșterii
locali.